# Sørn and Bernt
Sørn and Bernt sind zwei markante Klippenfelsen vor der Nordküste Südgeorgiens. Sie liegen 3 km nordöstlich des Cape Pride.
Wissenschaftler der britischen Discovery Investigations kartierten sie zwischen 1926 und 1930. Namensgeber sind Søren (1880–1940) und Herman Berentsen, Manager des Walfangunternehmens Tønsberg Hvalfangeri in Husvik.